# ONE (二井原実のアルバム)
『ONE』（ワン）は、二井原実のオリジナル・アルバム。

## 概要
二井原実がLOUDNESSを脱退後に発売したファースト・アルバム。
アメリカ合衆国・カリフォルニア州のロサンゼルスでレコーディングを行った。
2002年4月20日には、R盤として再発売した。
2009年6月22日には、オンデマンドCDとして再発売した。

## 収録曲
（全作詞・作曲（特記以外）：二井原実、編曲（特記以外）：トム・キーン）
1. OVERTURE ～LET'S GET TOGETHER
2. STAND UP TO THE DANGER
  - 作曲：二井原実、藤村幸宏
3. COME OVER ME
4. I CAN'T WAIT
5. DYNAMITE
6. YOU CAN DO IT
7. BLUEST SKY
  - 編曲：二井原実、藤村幸宏
8. STAYIN' ALIVE
  - 作曲：二井原実、藤村幸宏
9. FOOL FOR YOU
  - 作曲：二井原実、藤村幸宏
10. TOO LONG AWAY TO REACH
11. I'LL NEVER HIDE MY LOVE AGAIN
  - 作曲：二井原実、マーク・フェラーリ（英語版）

## 参加ミュージシャン
- 二井原実 - ヴォーカル
- レブ・ビーチ - ギター
- ダグ・アルドリッチ - ギター
- マイケル・ランドウ - ギター
- 藤村幸宏 - ギター
- 山岸潤史 - ギター
- ロス・ヴァロリー（英語版） - ベース
- ジョン・ピアス（英語版） - ベース
- スティーヴ・スミス - ドラムス
- ジョン・キーン - ドラムス
- トム・キーン - キーボード
- タワー・オブ・パワー・ホーン・セクション - 管楽器
- カル・スワン - コーラス
- デイヴィッド・グレン・アイズレー - コーラス
- マーク・スローター（英語版） - コーラス
- マキシン・ウォーターズ - コーラス
- ジュリア・ウォーターズ - コーラス